# Панайот Стефанов
Панайот Николов Стефанов с псевдоним Бойко е български партизанин, офицер, генерал-майор.

## Биография
Роден е на 3 декември 1918 г. в семейството на бежанци от Тракия. Член на РМС от 1936 г., а на БРП (к.) от 1941 г. Завършва прогимназиално образование. След това е чирак в кръчма в Ямбол. От 1934 г. е декоратор-бояджия. Изкарва наборната си служба в интендантската дружина на втори преносим полк, където спомага за изнасянето на оръжие и боеприпаси. От ноември 1941 г. е член на Окръжния комитет на БКП в Сливен и завеждащ неговия военен отдел. От пролетта на 1942 г. по негова инициатива се създава партизанска група, а на 15 октомври от нея се създават партизанска дружина № 1 „Съби Димитров“ и № 2 „Георги Георгиев“. През лятото на 1943 г. дружината прераства в партизански отряд „Смърт на фашизма“, на който Панайот Стефанов става командир. Остава на този пост до март 1944 г., когато става военен инструктор на отряда. Отрядът е хванат в засада при село Феклач, където новия командир Велислав Драмов е убит. След това Панайот Стефанов отново става временен командир. Впоследствие за командир е определен политкомисаря Васил Зикулов, а Стефанов става заместник-командир. След Втората световна война влиза в редовете на българската народна армия и достига до чин генерал-майор. От 30 август 1969 г. е генерал-майор. Към 1969 г. е началник на отдел „Общовойскова и военно-специална подготовка“ в Управление „Военноучебни заведения“ на Министерството на отбраната. Умира на 16 юли 1973 г. в София.